# Coccothrinax pauciramosa
Espèce
Synonymes
- Coccothrinax muricata var. nipensis Borhidi & O. Muñiz[1]

Statut de conservation UICN

 VU B1+2e : Vulnérable
Coccothrinax pauciramosa est une espèce de plantes de la famille des Arecaceae.

## Publication originale
- Kongliga Svenska Vetenskaps Academiens Handlingar, Ny Följd 6(7): 12. 1929.